# Rödspov
Rödspov (Limosa limosa) är en fågelart i familjen snäppor inom gruppen vadare. Den häckar i stora delar av Europa och Asien. På senare tid har den minskat kraftigt i antal och IUCN kategoriserar den därför numera som nära hotad.

## Utbredning och systematik

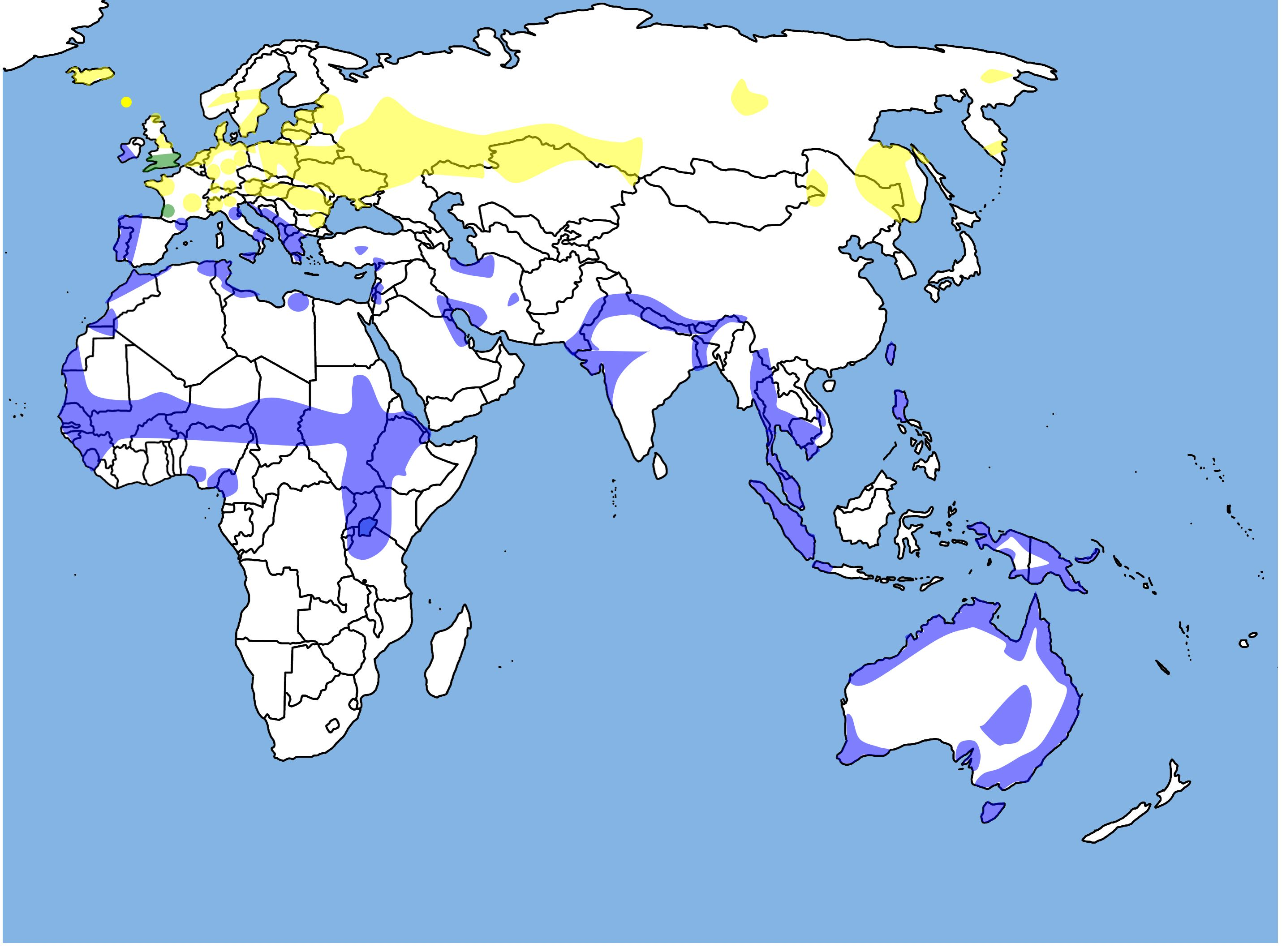
Rödspovens utbredningsområde
gul - häckning, blå - övervintring, grön - stannfågel

Rödspoven är en flyttfågel som häckar i stora delar av Europa och i Asien. Den övervintrar i Medelhavsområdet och vid kusterna i västra Europa, i Afrika, kring Persiska viken och Kaspiska havet, norra Indien, Sydostasien, Australien och Nya Zeeland.

### Systematik
Arten beskrevs taxonomiskt första gången som Scolopax limosa, av Linné 1758. Sitt vetenskapliga namn härstammar från latinets limus, som betyder "lera". Idag placeras arten i släktet Limosa, inom familjen snäppor (Scolopacidae) inom ordningen vadarfåglar (Charadriiformes). Rödspoven delas vanligtvis numera upp i fyra underarter:
- isländsk rödspov[7] L. l. islandica (C. L. Brehm, 1831) – häckar på Island, Shetlandsöarna, Orkneyöarna och vid Lofoten. Den häckar även oregelbundet på Färöarna.
- europeisk rödspov[7] L. l. limosa – nominatformen häckar i Europa och västra Asien.
- L. l. melanuroides (Gould, 1846) – häckar i disjunkt i Sibirien öster om Jenisejfloden, i östra Mongoliet, och i nordöstra Kina (bestånd i nordöstra Sibirien är troligen bohaii); övervintrar från Indien, Indokina, Taiwan och Filippinerna söderut till Indonesien, Nya Guinea, Melanesien, Australien och troligen Nya Zeeland
- L. l. bohaiiä (Zhu m.fl. 2020) – häckningsområdet oklart men troligen i nordöstra Sibirien; utbredningsområdet vintertid är också ej helt känt, men har rapporterats från Hongkong och Vietnam till Thailand och Malaysia

### Observationer utanför utbredningsområdet
Arten har observerats på bland annat Grönland, Svalbard, Azorerna, Kap Verde, Madagaskar, i Sydafrika, på Jungfruöarna, Små Antillerna, Maldiverna och Seychellerna, i Guam, Mikronesien och på Nya Kaledonien. Underarten islandica observeras numera regelbundet i Skandinavien och har observerats i bland annat Tyskland och Marocko. Underarten melanuroides observeras regelbundet på våren i västra Alaska och har även observerats i Kanada.

### Förekomst i Sverige
Sedan tidigt 1800-tal är rödspoven känd som häckfågel i Sverige. De första kända häckningarna skedde på Gotland 1835 och på Öland 1856. Idag förekommer den, i mindre antal, i främst Skåne, på Öland och Gotland. Den förekommer även på Västkusten, i Västergötland och Östergötland och tillfälliga häckningar har konstaterats i Närke, Västmanland, Uppland, Gästrikland, Hälsingland och Västerbotten.

## Utseende
En adult rödspov är 37 till 42 centimeter lång, har ett vingspann på 63–74 centimeter och väger 280–500 gram. Dess långa, raka näbb är svart framtill och gulaktig eller orange baktill. Den adulta hanen är i sommardräkt rostbrun på hals, bröst och huvud. Ovansidan är brungrå och undersidan vit med mörka inslag. Honan har något blekare färger. Rödspovens vita vingband syns tydligt när den flyger. Stjärten är vit vid roten och svart på pennorna. På vintern har hanar och honor samma, mestadels grå, färgning.

### Underarternas morfologiska skillnader
Nominatformen L. l. limosa har i häckningsdräkt ett ljust orangefärgat huvud, nacken och bröst. I förhållande till nominatformen är underarten islandica generellt mindre och har proportionellt kortare tibia och näbb. Dock överlappar måtten mellan limosa-hanar och islandica-honor varandra i stor utsträckning. är mycket kraftigare roströd. Det roströda går också längre ned på buken och kroppssidorna. Den östliga underarten melanuroides har en liknande fjäderdräkt som islandica men är tydligt mindre och har en kortare näbb. I övrigt är det mörka centrumet på mantelfjädrarna mycket större vilket ger ryggen ett mörkare intryck.

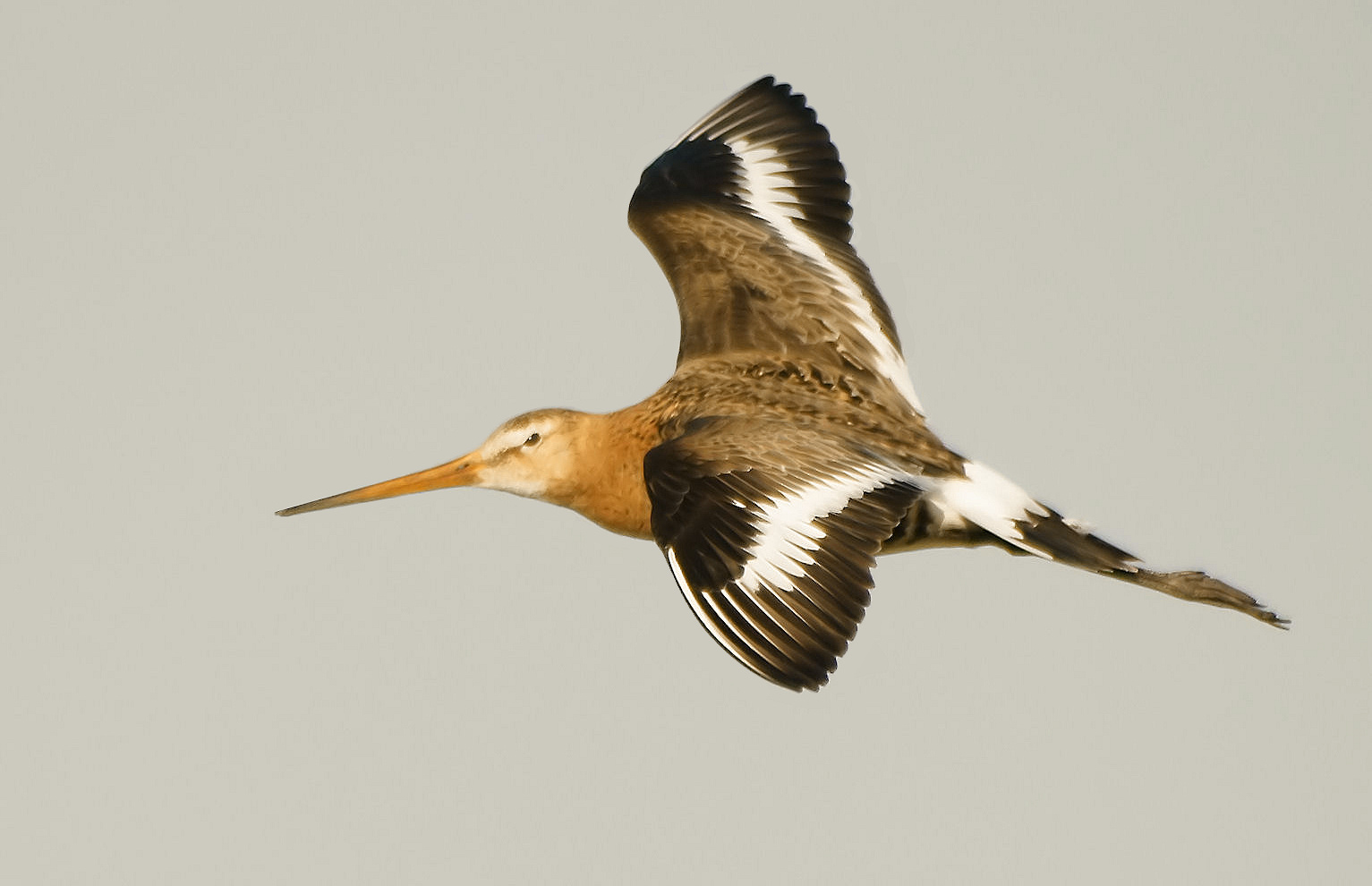
Flygande adult rödspov med de distinkta vita och svarta vingbanden
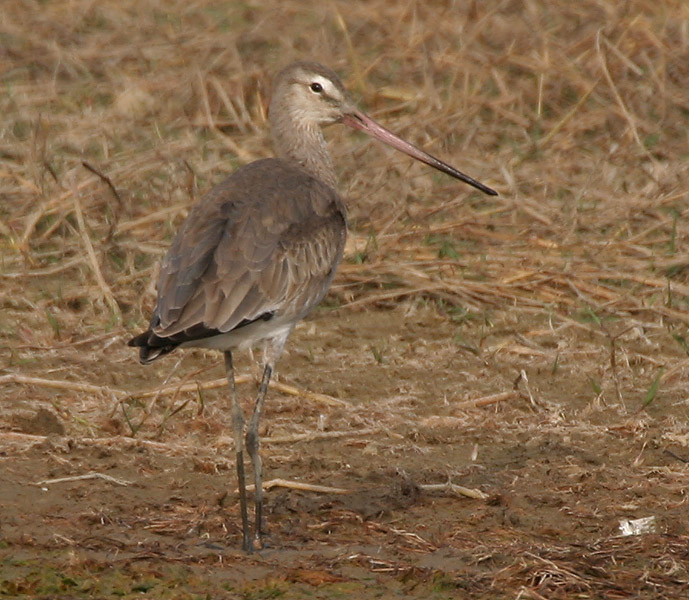
Rödspov i vinterdräkt fotograferad i Indien.
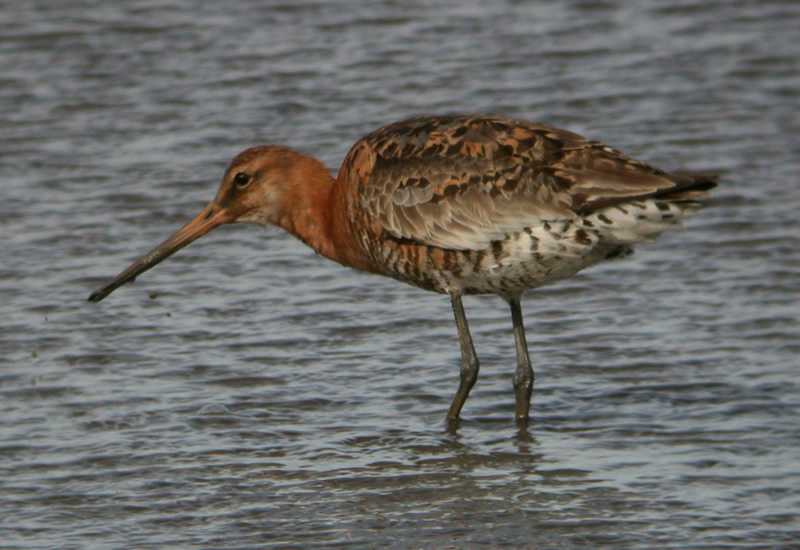
Rödspov av underarten islandica

### Förväxling med andra arter
Främst är det kanske myrspoven (Limosa lapponica) som är en reell förväxlingsmöjlighet men den är mindre, har uppåtböjd näbb och mycket kortare ben. I flykten saknar den också helt vingband. I adult häckningsdräkt är dess näbb helsvart och hanen har då mörkt roströd hals, nacke bröst och undersida som är ovattrad. I Asien kan rödspoven även förväxlas med beckasinsnäpporna och kanske främst med asiatisk beckasinsnäppa (Limnodromus semipalmatus) men beckasinsnäpporna har en helmörk näbb och kortare ben.

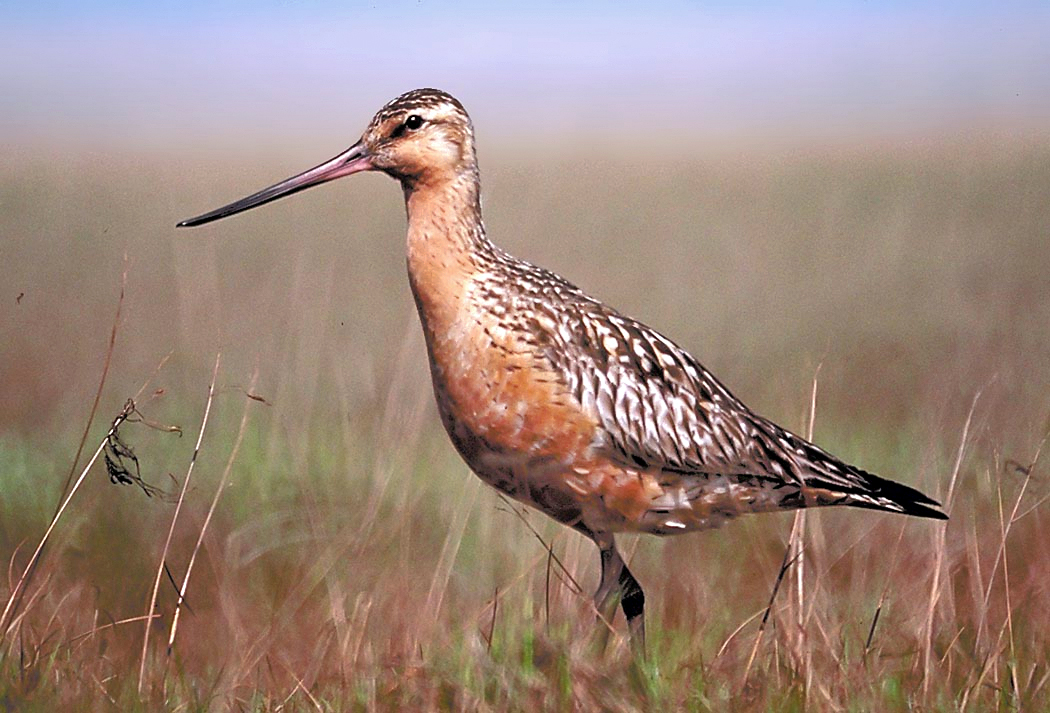
Myrspov
Asiatisk beckasinsnäppa

## Läte
På häckningsplatsen är rödspoven en ljudlig fågel. Sången framförs ofta i spelflykt. Den inleds med nasala "kääih-e-itt kääih-e-itt kääih-e-itt..." som sedan övergår i snabbare och rytmiska "väddy-vitto väddy-vitto väddy-vitto..." I flykten lockar den med ett gnälligt "vi-vi-vy" eller "vääh-i", det senare påminnande om tofsvipa.

## Ekologi

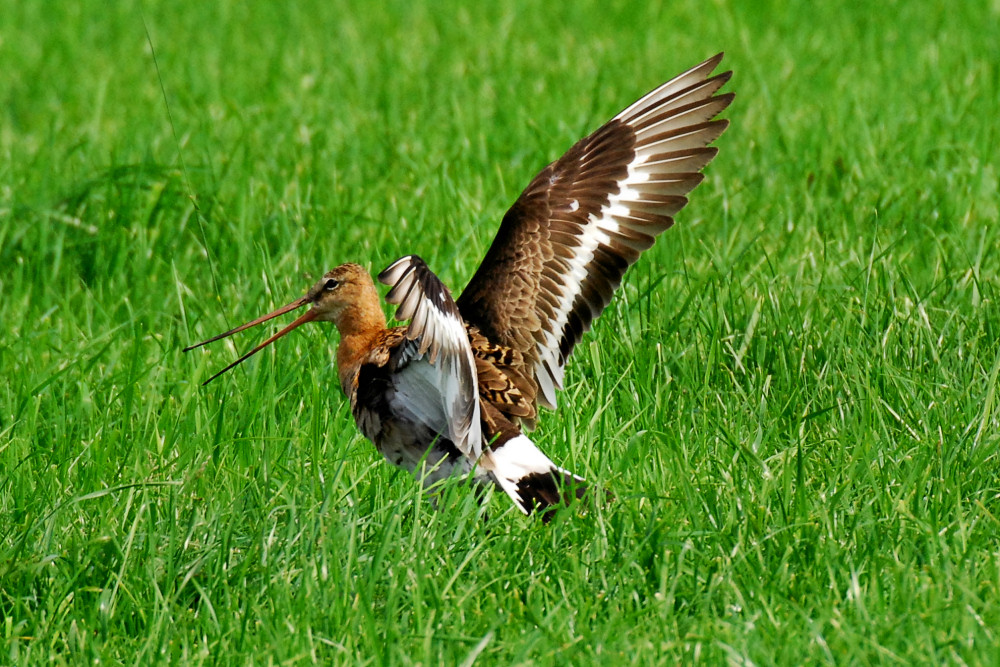
Rödspov som spelar under häckningssäsongen

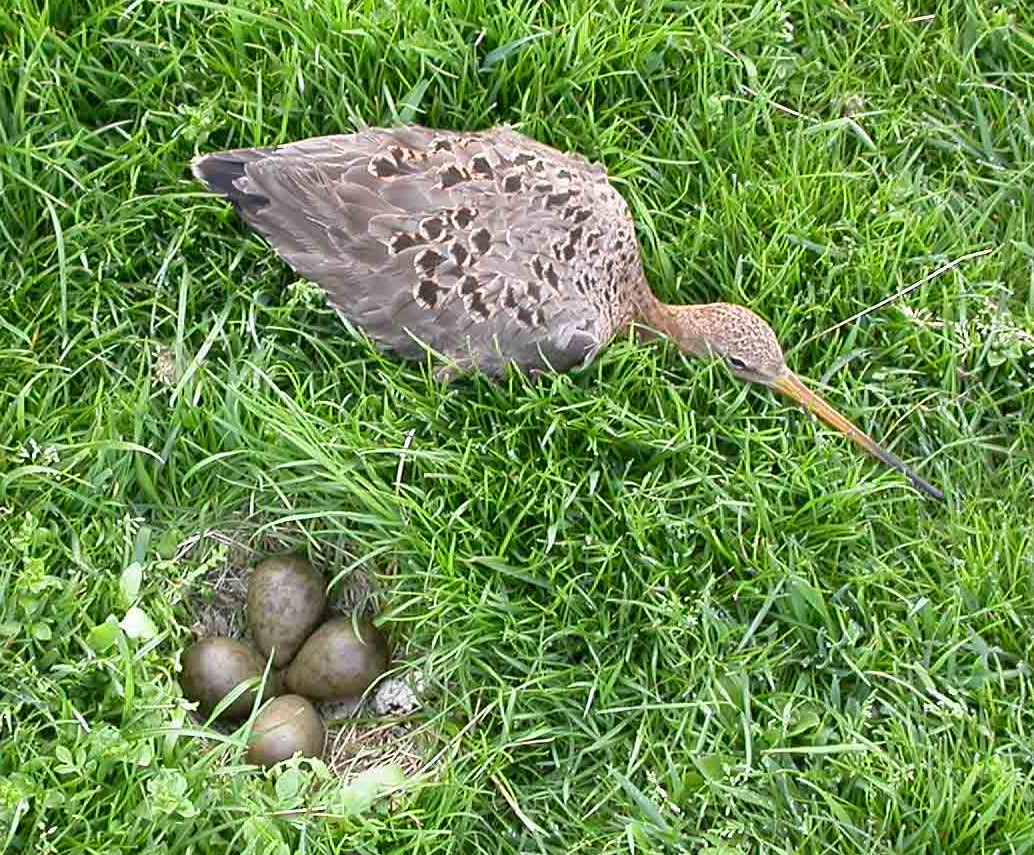
Rödspov vid sitt bo med fyra ägg.

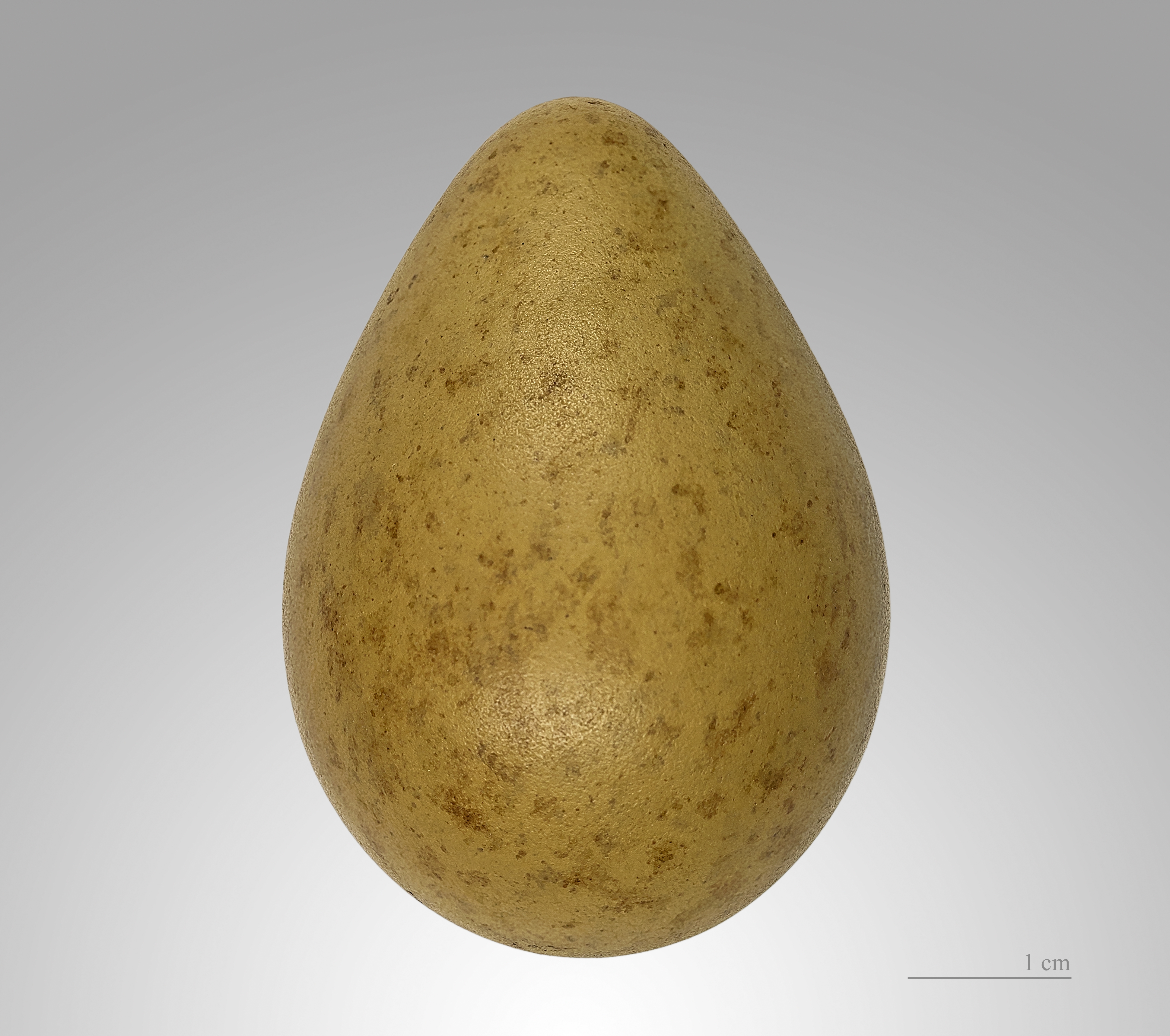
Ägg av rödspov.

Den häckar främst på fuktiga ängar och hedar. Häckningstiden sträcker sig från april till juli. Många par som förblir tillsammans under hela livet flyger varje år tillbaka till samma häckningsplats. Boet, som göms väl i tät vegetation, är en grop i marken som inreds med strån och andra växtdelar. Honan lägger oftast fyra ägg, som är gröna med svarta fläckar. Båda föräldrar ruvar på äggen i tre veckor tills de kläcks. Under fyra veckor försörjs ungfåglarna fortfarande av föräldrarna, tills de blir flygfärdiga.
Rödspoven livnär sig av insekter, maskar, snäckor, larver, kräftdjur och spindlar, som den rör upp med sin långa näbb. Rödspoven kan bli upp till 15 år gammal.

## Rödspoven och människan

### Hot och status
Många ägg blir uppätna av andra djur eller förstörda av jordbruksmaskiner och dylikt. Den missgynnas av torrläggningsåtgärder och minskade betesmarker. Rödspoven har under den senaste tioårsperioden minskat kraftigt i stora delar av Europa och Europapopulationen av nominatformen L. l. limosa uppskattas till 99 000–140 000 par. I motsats till detta har underarten L. l. islandica istället haft en stadig ökning sedan mitten av 1980-talet och populationen uppskattas idag till 15 000–25 000 par. Men världspopulationen är trots detta minskande och en undersökning visar att den globala populationen minskat med 30% de senaste 15 åren. På grund av denna minskning placeras den på IUCN:s rödlista och kategoriseras där som missgynnad (NT).

#### Status i Sverige
Efter att första gången ha konstaterats som häckfågel i Sverige i början av 1800-talet verkar den ha blivit ganska allmän på Gotland och Öland. Den minskade sedan kraftigt i slutet av 1800-talet, men 1922 konstaterades den första häckningen i Skåne. Under 1950- och 1960-talet ökade arten kraftigt igen och etablerade sig som häckfågel på Västkusten, i Östergötland och Västergötland. Under 1980-talet beräknades antalet häckande par till 350–375, men har sedan dess minskat dramatiskt ännu en gång. Vid en inventering 2009 hittades endast 90 häckande par, fördelade på 25 par i Kristianstads vattenrike i Skåne, 33 par på Öland, högst 25 par på Gotland, två par vid Getterön i Halland och två par i Svartåmynningen i Östergötland. Från att ha kategoriserats som akut hotad på ArtDatabankens rödlista 2015 har den 2020 nedgraderats till den lägre hotkategorin starkt hotad efter studier som visar att minskningen avstannat. Idag uppskattas den svenska populationen bestå av 230 reproduktiva individer.

### Namn
Rödspoven kallades förr svartstjertad långnäbba och på Gotland för tvärspof. Förr var långnäbba ett samlingsnamn för alla spovar. Under en period kallades man släktet Numenius för "spovar", som omfattade storspov och småspov, och släktet Limosa för "långnäbbor" och som då omfattade myrspov och rödspov. Lokalt kallas rödspoven ibland fortfarande för långnäbban.